# Chọn lọc theo dòng dõi

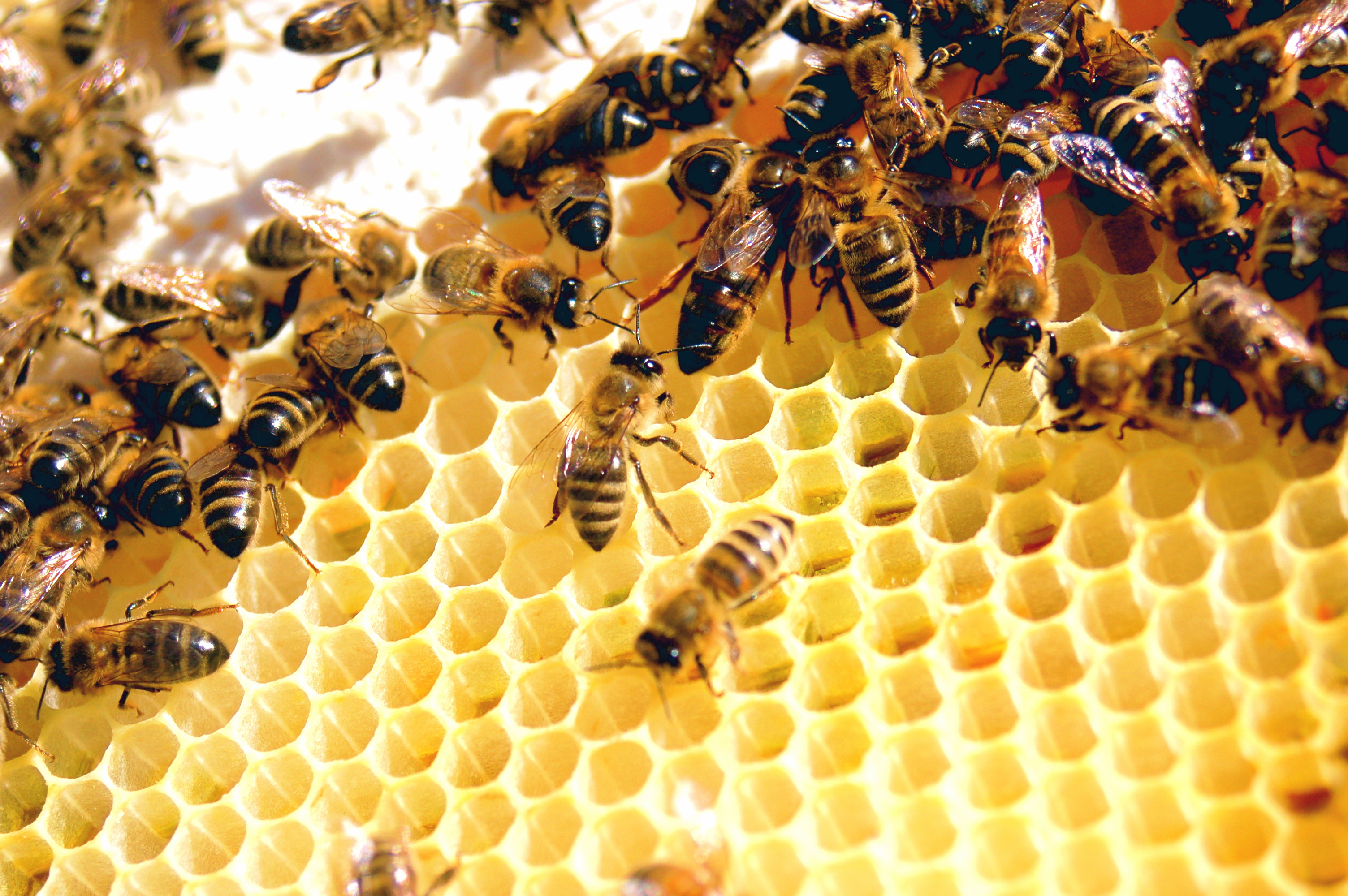
Tập tính hợp tác của xã hội côn trùng như ở ong mật có thể được giải thích bởi chọn lọc dòng dõi.

Chọn lọc theo dòng dõi là chiến lược tiến hóa mà nó giúp sức cho sự thành công về mặt sinh sản của dòng dõi thân thuộc, thậm chí là phải trả giá bằng chính sự sống sót và sinh sản của bản thân sinh vật đó. Lòng vị tha theo dòng dõi là tập tính vị tha,  tiến hóa bởi sự điều khiển của chọn lọc dòng dõi. Chọn lọc dòng dõi là một ví dụ của độ phù hợp tổng thể trong đó kết hợp số của con sản xuất với số một cá nhân có thể đảm bảo việc sản xuất bởi hỗ trợ những người khác, như anh em ruột.